# تاكويا نوغامي
تاكويا نوغامي (باليابانية: 野上 拓哉) (29 نوفمبر 1998 في أويتا في اليابان – )؛ هو لاعب كرة قدم سابق كان يلعب كلاعب وسط.

## وصلات خارجية
- تاكويا نوغامي على موقع رابطة كرة القدم اليابانية للمحترفين (اليابانية)
- تاكويا نوغامي على موقع قاعدة بيانات كرة القدم.إي يو (الإنجليزية)
- تاكويا نوغامي على موقع Soccerway.com (الإنجليزية)
- تاكويا نوغامي على موقع عالم كرة القدم.نت (الإنجليزية)